# Крутики
Кру́тики (рос. Крутики) — присілок у складі Шабалінського району Кіровської області, Росія. Входить до складу Ленінського міського поселення.
Населення становить 16 осіб (2010, 18 у 2002).
Національний склад станом на 2002 рік — росіяни 94 %.